# Eugenia austin-smithii
Eugenia austin-smithii är en myrtenväxtart som beskrevs av Paul Carpenter Standley. Eugenia austin-smithii ingår i släktet Eugenia och familjen myrtenväxter. Inga underarter finns listade i Catalogue of Life.